# Schizotrema subzebrinum
Schizotrema subzebrinum är en lavart som beskrevs av Mangold. Schizotrema subzebrinum ingår i släktet Schizotrema och familjen Graphidaceae.   Inga underarter finns listade i Catalogue of Life.